# دوروثي جيرمان بورتر
دوروثي جيرمان بورتر (بالإنجليزية: Dorothy Germain Porter)‏ هي لاعبة غولف أمريكية، ولدت في 3 أبريل 1924، وتوفيت في 20 يوليو 2012 بسبب ذات الرئة.